# Klaus Küng
Mons. Klaus Küng (* 17. září 1940, Bregenz) je rakouský římskokatolický kněz, emeritní biskup St. Pöltenu a člen Opus Dei.

## Život
Narodil se 17. září 1940 v Bregenzi, jako syn městského lékaře Dr. Josefa Künga a své mládí strávil ve Feldkirchu. Na Bundesgymnasium Feldkirch roku 1958 úspěšně odmaturoval mimo jiné s Erwinem Kräutlerem. Na Leopold-Franzens-Universität Innsbruck a Vídeňské univerzitě studoval lékařství a roku 1964 získal doktorát medicíny.
Ve Vídni poznal katolickou organizaci Opus Dei. Byl ohromen jejich spiritualitou „Posvěcení každodenního života“ a roku 1961 se stal členem této organizace jako numerář (celibátní člen). Za rok pracoval jako lékař v sekundárním Kaiserin-Elisabeth-Spital. V letech 1965 až 1969 studoval na Papežské lateránské univerzitě v Římě teologii, kde získal doktorát teologie. Působil také na klinice Landeskrankenhauses Graz. Dne 23. srpna 1970 byl v Madridu vysvěcen na kněze a stal se kaplanem ve Svatém Petru (Vídeň I.). Poté působil jako rakouský regionální vikář Opus Dei ve Vídni.
Dne 21. ledna 1989 byl papežem Janem Pavlem II. jmenován diecézním biskupem Feldkirchu. Biskupské svěcení přijal 5. března 1989 z rukou biskupa Bruna Wechnera a spolusvětiteli byli arcibiskup Georg Eder a biskup Reinhold Stecher.
Dne 20. července 2004 byl jmenován apoštolským vizitátorem diecéze St. Pölten, z důvodu situace diecéze v otázkách kněžského semináře, kde v počítačích některých seminaristů se našly tisíce homosexuálně a pedofilně laděných fotografií, a dalších problémů. Dne 7. října 2004 byl ustanoven novým biskupem St. Pöltenu a tedy nástupcem Kurta Krenna. Uveden do úřadu byl 28. listopadu stejného roku.
Je členem Kongregace pro klérus a konzultorem Papežské rady pro rodinu.
Dne 17. května 2018 přijal papež František jeho rezignaci z důvodu dosažení kanonického věku 75 let.